# Drapetis tomentosa
Drapetis tomentosa är en tvåvingeart som beskrevs av Smith 1969. Drapetis tomentosa ingår i släktet Drapetis och familjen puckeldansflugor. Inga underarter finns listade i Catalogue of Life.